# Konstantin (Sohn Basileios’ I.)

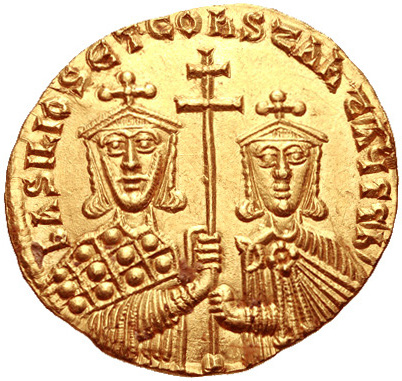
Konstantin (rechts) mit seinem Vater Basileios I. auf dem Revers eines Solidus

Konstantin (mittelgriechisch Κωνσταντῖνος; * um 859; † 3. September 879) war von 868 bis zu seinem Tod byzantinischer Mitkaiser.

## Leben
Konstantin war der älteste Sohn des späteren Kaisers Basileios I. und dessen erster Frau Maria. Er hatte eine ältere Schwester Anastasia sowie drei Halbschwestern (Anna, Helene, Maria) und drei Halbbrüder (Leo, Alexander und Stephan). Als Basileios nach dem Mordanschlag auf Michael III. am 23. September 867 Alleinherrscher wurde, avancierte Konstantin zum Thronfolger. Am 10. Februar (oder schon am 6. Januar) 868 wurde er noch als Kind zum Mitkaiser (Symbasileus) gekrönt und erscheint als solcher auf Münzen sowohl zusammen mit seinem Vater als auch mit seiner Stiefmutter Eudokia Ingerina.
Konstantin galt als Lieblingssohn seines Vaters und erster Nachfolgekandidat, da seinem Halbbruder Leo, seit 870 ebenfalls im Rang eines Mitkaisers, der Verdacht anhaftete, in Wahrheit von Michael III. gezeugt worden zu sein. Als Basileios 869 mit dem fränkischen Kaiser Ludwig II. über ein Bündnis gegen die Sarazenen in Unteritalien verhandelte, wurde erwogen, Konstantin mit dessen Tochter Ermengarde zu verheiraten, doch kam es nicht dazu. Im Jahr 878 begleitete Konstantin seinen Vater bei der Eroberung der paulikianischen Stadt Tephrike, die dem Erdboden gleichgemacht wurde.
Der junge Kronprinz erlag am 3. September 879 einer schweren Krankheit. Schon kurz nach seinem Tod wurde er vom Patriarchen Photios I. heiliggesprochen. An seiner Stelle rückte Alexander ins Kaiserkollegium nach.